# 托马斯·亨特·摩尔根奖章
托马斯·亨特·摩尔根奖章（英語：Thomas Hunt Morgan Medal）是美国遗传学学会颁发的科学奖章，以著名遗传学家托马斯·亨特·摩尔根的名字命名，以表彰在职业生涯中对遗传学做出巨大贡献的科学家，1981年首次颁发。

## 得主
来源：
- 1981年：巴巴拉·麦克林托克和马库斯·莫顿·罗兹
- 1982年：休厄尔·赖特
- 1983年：愛德華·巴茨·路易斯
- 1984年：乔治·韦尔斯·比德尔和R·A·布林克
- 1985年：Herschel Roman
- 1986年：西摩·本泽
- 1987年：詹姆斯·F·克罗
- 1988年：Norman H. Giles
- 1989年：Dan L. Lindsley
- 1990年：Charles Yanofsky
- 1991年：Armin Dale Kaiser
- 1992年：Edward H. Coe, Jr.[2]
- 1993年：雷·大卫·欧文
- 1994年：大卫·D·帕金斯
- 1995年：馬修·梅瑟生[3]
- 1996年：富蘭克林·史達[4]
- 1997年：Oliver E. Nelson[5]
- 1998年：Norman H. Horowitz
- 1999年：Salome Waelsch[6]
- 2000年：Evelyn M. Witkin[7]
- 2001年：Yasuji Oshima[8]
- 2002年：埃尔·赫斯克维茨
- 2003年：大卫·S·哈葛尼斯[9]
- 2004年：布魯斯·艾姆斯[10]
- 2005年：Robert L. Metzenberg[11]
- 2006年：根井正利[12]
- 2007年：奥利弗·史密斯[13]
- 2008年：Michael Ashburner[14]
- 2009年：John Roth
- 2010年：Alexander Tzagoloff
- 2011年：James E. Haber
- 2012年：Kathryn V. Anderson[15]
- 2013年：Thomas D. Petes[16]
- 2014年：Frederick M. Ausubel
- 2015年：布赖恩·查尔斯沃思
- 2016年：南希·克莱克纳
- 2017年：理查德·陆文顿
- 2018年：芭芭拉·J·梅耶
- 2019年：Daniel Hartl
- 2020年：戴维·博特斯坦和杰拉尔德·芬克
- 2021年：露丝·莱曼
- 2022年：Michael Lynch